# Йозеф Якоб Гайноттен
Йозеф Якоб Гайноттен (нім. Joseph Jacob Heinotten) — німецький дипломат. Перший лицар Ордена Турецької Республіки «За заслуги» (1990).